# Écureuil du Japon
Sciurus lis
Espèce
Statut de conservation UICN

 LC  : Préoccupation mineure
L’Écureuil du Japon (Sciurus lis) est un rongeur de la famille des Sciuridae. Il est endémique du Japon.

## Apparence
L'Écureuil du Japon est comparable à l'Écureuil roux (Sciurius vulgaris) et présente les mêmes caractéristiques de taille et de morphologie. Il a un pelage plus sombre, variant du gris en été au noir pur en hiver, avec le ventre bien blanc. Le poil est très fourni en hiver, avec des petits pinceaux aux oreilles et une queue très volumineuse.

## Répartition
Il est présent sur les îles de Honshu, Shikoku, et Kyushu au Japon. Récemment, les populations du sud-ouest de Honshu et Shikoku ont décru, et celle de Kyushu a disparu. L'un des facteurs contribuant à l'extinction de cette espèce semble être le fractionnement des forêts dû à l'activité humaine.